# Templo de Pawon
O Templo de Pawon (em indonésio: Candi Pawon) é um templo budista maaiana situado na na aldeia homónima, ilha de Java, Indonésia, no kabupaten (regência) de Magelang, Java Central. Construído no início do século IX, faz parte do chamado Conjunto de Borobudur, inscrito desde 1991 na lista do Património Mundial da UNESCO, juntamente com os templos vizinhos de Borobudur e de Mendut.
Os três templos, todos datadas sensivelmente da mesma época, estão alinhados na direção leste-oeste numa linha reta com cerca de três quilómetros. Mendut fica na extremidade oriental dessa linha, Borobudur na extremidade ocidental e Pawon aproximadamente a meio. O alinhamento dos templos sugere que há uma relação simbólica entre eles, mas desconhece-se qual é exatamente o processo ritual dessa relação. O exame do estilos do relevos indica que Pawon é ligeiramente mais antigo do que Borobudur. Possivelmente Pawon servia para "purificar" a mente antes de subir a Borobudur.

## Etimologia
O nome original do santuário budista é incerto. Pawon significa literalmente "cozinha" em língua javanesa, derivando da raiz awu (poeira). A ligação à palavra poeira sugere que o templo foi construído como túmulo ou templo funerário de um rei. Pawon deriva da palavra Per-awu-an ("lugar que tem poeira" ou templo que alberga as cinzas de um rei cremado). No entanto, desconhece-se quem é que teria sido sepultado no local. Os locais chamam ao templo Bajranalan, um nome derivado do nome da aldeia. Bajranalan deriva do sânscrito Vajra (relâmpago, que designa igualmente um ceptro ritual budista) e Anala (fogo ou chama"). Este nome e a sua etimologia está na origem de especulações acerca do templo ter albergado um fogo sagrado durante as cerimónias religiosas budistas. Também se sugeriu que o templo tivesse funcionado como local de descanso de peregrinos e que nas imediações tivesse existido uma cozinha para uso dos peregrinos vindos de Mendut a caminho de Borobudur.[carece de fontes?]
Atualmente, durante a Lua cheia de maio ou junho, os budistas indonésios celebram o Vesak caminhando desde Mendut até Borobudur passando por Pawon.

## Arquitetura
O templo está assente sobre uma base quadrada e a fachada está ligeiramente virada para noroeste. Cada um dos lados das escadarias e o cimo das portas são decorados com figuras esculpidas kala-makaras (cabeças gigantes de Kala com makaras nos lados), comuns nos templos javaneses clássicos. A parede exterior do templo tem relevos esculpidos de bodisatvas, Taras e  kalpatarus (árvores da vida), flanqueadas por Kinnaras. A câmara interior é quadrada e vazia, com um tanque quadrado no centro. Tinha pequenas janelas retangulares, provavelmente para ventilação.[carece de fontes?]
O telhado é encimado por cinco pequenas estupas e quatro pequenas ratnas (pináculos). Devido à sua relativa simplicidade, simetria e harmonia, alguns historiadores referem-se a Pawon como "a joia da arquitetura de templos javaneses", em contraste com o estilo esbelto e alto dos seus equivalentes do períodos Singasari (século XIII) e Majapait (final do século XIII–século XVI) que se encontram em Java Oriental.[carece de fontes?]